# Herb Czadcy
Herb Czadcy jest jednym z symboli tego miasta.
Tarcza heraldyczna jest dwudzielna w słup – po prawej stronie na zielonym tle przedstawione są trzy srebrne drzewa na trzech wzgórzach. Środkowe, większe drzewo jest iglaste, dwa mniejsze liściaste. Po lewej stronie, na czerwonym tle, przedstawiona jest postać świętego Bartłomieja w złotych szatach i aureoli oraz ze srebrnym nożem w ręce.
Na najstarszej znanej pieczęci Czadcy z 1734 znajdują się, podobnie jak dzisiaj w prawej części tarczy herbowej, trzy drzewa – jedno iglaste i dwa liściaste. Mają one symbolizować bogactwo okolicznych lasów. Czcionka na pieczęci wskazuje, że mogła być ona używana już w XVI wieku. W 1735 wzniesiono miejscowy kościół pod wezwaniem św. Bartłomieja i od tego czasu, w miejsce drzew, na pieczęci pojawiła się postać świętego.
Współczesny wygląd herbu powstał po 1918 – połączono wówczas starą i nową symbolikę w jeden herb. W 1991, kiedy ponownie w ówczesnej Czechosłowacji miasto zaczęło używać herbu, przyjęto, z niewielkimi zmianami, herb z okresu międzywojennego.